# Roman Skornyakov
Roman Skornyakov (russisch Роман Скорняков / Roman Skornjakow; * 17. Februar 1976 in Swerdlowsk, Russische SFSR, Sowjetunion) ist ein ehemaliger usbekischer Eiskunstläufer, der im Einzellauf startete.
Der gebürtige Russe Roman Skornyakov entschloss sich nach dem Zerfall der Sowjetunion für Usbekistan zu starten, ebenso wie seine Trainingskameradin Tatjana Malinina, die im Jahr 2000 seine Ehefrau wurde. Seit 1998 leben sie in den USA. Nach dem Tod ihres Trainers Igor Xenofontow trainierten Skornyakov und Malinina einander. Skornyakov trainierte kurzzeitig auch die kasachische Paarläuferin Marina Chalturina, nachdem diese am Ende ihrer Karriere zum Einzellauf gewechselt war.
Skornyakovs und Malininas Sohn Ilia Malinin wurde ebenfalls Eiskunstläufer und tritt für die USA an.

## Ergebnisse (Auswahl)
| Wettbewerb/Saison               | 1996/97 | 1997/98 | 1998/99 | 1999/2000 | 2000/01 | 2001/02 | 2002/03 |
| ------------------------------- | ------- | ------- | ------- | --------- | ------- | ------- | ------- |
| Olympische Winterspiele         |         | 19.     |         |           |         | 19.     |         |
| Weltmeisterschaften             | 20.     | 14.     | 21.     | 17.       | 20.     | 19.     | 20.     |
| Vier-Kontinente-Meisterschaften |         |         | 9.      | 7.        | 12.     | 7.      | –       |
| Usbekische Meisterschaft        |         |         |         | 1.        | 1.      | 1.      | 1.      |
| Grand-Prix Wettbewerbe          |         |         |         |           |         |         |         |
| NHK Trophy                      |         |         |         | 4.        | 10.     | 7.      | –       |
| Sparkassen Cup                  |         |         |         |           | 7.      | 11.     | –       |
| Trophée Lalique                 |         |         | 7.      | –         | –       | –       | –       |